# Филиппов, Сергей Петрович (энергетик)
Серге́й Петро́вич Фили́ппов (род. 15 ноября 1955) — российский учёный-энергетик, специалист в области прогнозных системно-технологических исследований в энергетике, прогнозирования развития топливно-энергетического комплекса страны и регионов на долгосрочную перспективу, глобальных энергетических исследований. Академик РАН (2016), исполняющий обязанности академика-секретаря ОЭММПУ РАН (с 2020), лауреат премии имени Г. М. Кржижановского.

## Биография
Родился 15 ноября 1955 года.
В 1978 году закончил Саратовский Политехнический Институт (Технический университет) энергетический факультет по специальности тепловые электрические станции.
С 1980 по 1984 годы — учёба в аспирантуре при СЭИ СО АН СССР.
В 1985 году защитил кандидатскую диссертацию.
В 1997 году защитил докторскую диссертацию.
Начал работать в Cибирском энергетическом институте (СЭИ) Сибирского отделения АН СССР (г. Иркутск) (сейчас это Институт систем энергетики им. Л. А. Мелентьева СО РАН): инженер, научный сотрудник, заведующий лабораторией.
С 1998 по 2003 год — Cибирский энергетический институт (СЭИ) Сибирского отделения АН СССР (г. Иркутск), заместитель директора института.
С 2003 по 2013 годы — заместитель директора ИНЭИ РАН по научной работе.
В 2006 году — избран членом-корреспондентом РАН от Отделения энергетики, машиностроения, механики и процессов управления РАН.
С 2013 года по настоящее время — директор Института энергетических исследований РАН (ИНЭИ РАН).
Работы в областях:
- системный анализ новых энергетических технологий (методология, математическое моделирование, исследования, обоснование НИОКР);
- прогнозирование энергопотребления страны и регионов (разработка методологии и имитационных моделей, подготовка прогнозов);
- исследование проблем энергоэффективности (разработка инструментария, технико-экономический анализ энергосберегающих технологий, изучение тенденций в экономике, формирование политики энергоэффективности и др.);
- моделирование топливно-энергетического баланса страны и регионов (методология, модельно-информационные средства, практика);
- термодинамическое моделирование физико-химических процессов преобразования вещества и энергии (теоретические основы, моделирование, исследования процессов глубокой переработки топлив, образования вредных веществ в процессах горения и переработки топлив, трансформации выбросов энергетики в окружающей среде и др.);
- глобальные энергетические исследования (моделирование мировой энергетической системы, анализ тенденций технологического развития мировой энергетики).

Членство в научных организациях:
- редколлегия журнала «Теплоэнергетика»
- Президиум НТС ОАО «ИНТЕР РАО ЕЭС»
- Рабочая группа по энергоэффективности и возобновляемой энергетике Комитета по энергетической политике и энергоэффективности РСПП
- Наблюдательный совет НП ОЭПЭЭ/IAEE и др.

Преподавал в Иркутском политехническом институте и Иркутском государственном университете.
С 2011 года преподает в Высшей школе экономики.
Автор 140 публикаций, в том числе 14 монографий, 30 статей в центральных отечественных научных журналах и 35 статей в зарубежных изданиях.

## Награды
- Почётная Грамота Российской академии наук и профсоюза работников Российской академии наук (1999) — за многолетнюю плодотворную работу в Российской академии наук и в связи с 275-летием Академии
- Почётная Грамота Губернатора Иркутской области (2000) — за заслуги в области энергосбережения и охраны окружающей среды, большой вклад в развитие энергетики региона»
- Заслуженный ветеран Сибирского отделения РАН (2003)
- Премия Губернатора Иркутской области по науке и технике (2003) — за работу «Разработка высокоэффективных механизированных котлов мощностью 0,5-3 Гкал/ч на низкокачественных углях для коммунальной теплоэнергетики Иркутской области
- Почётная грамота Министерства промышленности и энергетики Российской Федерации (2005) — за заслуги в развитии топливно-энергетического комплекса
- Премия имени Г. М. Кржижановского (2009) — за серию работ «Технология термодинамического моделирования в энергетике»
- Премия Правительства Российской Федерации в области науки и техники (2011) — за разработку и внедрение эффективных технологий использования возобновляемых и нетрадиционных источников энергии в малой энергетике
- Премия имени Г.М. Кржижановского (РАН, 26 декабря 2023) — за цикл научных работ по теме «Обоснование приоритетных направлений научно-технологического развития энергетики России в условиях глобальных климатических изменений и геополитической нестабильности»
- Орден Дружбы (5 февраля 2024) — за большой вклад в развитие отечественной науки, многолетнюю плодотворную деятельность и в связи с 300-летием со дня основания Российской академии наук[1]